# 갑산 (남양주)
갑산은 남양주시의 산이다. 예봉산보다 3.7 km 북쪽에 위치한다.